# Scheksna (Fluss)
Die Scheksna (russisch Шексна [ʃɪksˈna]) ist ein linker Nebenfluss der Wolga im nordwestlichen 
Russland (Nordosteuropa). 

## Beschreibung
Der Fluss entspringt in der westlichen Oblast Wologda im Weißen See. Südlich des Sees teilt sich der Fluss bis zum Rybinsker Stausee den Verlauf mit dem Wolga-Ostsee-Kanal. Im Stausee wird ihr Wasser von der Wolga aufgenommen. 
Die eigentliche und ursprüngliche Mündung der Scheksna in die Wolga befindet sich in Rybinsk, das Anfang des letzten Jahrtausends den Namen Ust-Scheksna (Mündung der Scheksna von russisch Устье - Mündung) trug. In den 1930er- und 1940er-Jahren wurden in Rybinsk oberhalb der Mündung sowohl die Scheksna als auch die Wolga gestaut. Dadurch verkürzte sich der Lauf der Scheksna von 395 km auf 139 km. Die angestauten Wassermassen überfluteten die Auen zwischen beiden Flüssen und bildeten den Rybinsker Stausee. In Rybinsk fließt die Scheksna jedoch unterhalb der Staumauer weiterhin in ihrem originären Bett der Wolga zu.
Die größte Stadt an der Scheksna ist das am Nordufer des Rybinsker Stausees liegende Tscherepowez.
Die Scheksna ist meist von November bis Ende April/Anfang Mai gefroren.
Durch die Aufstauung der Scheksna und durch Umweltverschmutzung ist der früher sehr häufige Sterlet selten geworden.